# Hűvösvölgy
Hűvösvölgy ([ˈhyːvøʃvølɟ], en allemand : Im Kühlental) est un quartier de Budapest situé dans le 2e arrondissement. Au cœur des collines de Buda, sa gare accueille le Gyermekvasút. 